# Жульєн Нкоге Бекалє
Жульєн Нкоге Бекалє (фр. Julien Nkoghe Bekale; нар. 23 серпня 1958) — габонський політичний діяч, прем'єр-міністр Габону після відставки з цієї посади Еммануеля Ісскозе-Нгонде. 12 січня 2019 — 16 липня 2020.

## Біографія
Жульєн Нкоге Бекале народився в 1958 році у Лібревілі (Французька Екваторіальна Африка). Член Габонської демократичної партії, обіймав ряд важливих державних і міністерських посад як при правлінні президента Омара Бонго, так і при правлінні його сина — Алі Бонго. В 2009—2011 роках обіймав посаду міністра природних ресурсів Габону, в 2011—2019 роках був міністром транспорту Габону.
12 січня 2019 року, всього через п'ять днів після невдалого військового путчу, президент Габону Алі Бонго, який перебуває на лікуванні у Рабаті (Марокко), призначив Жульєна Нкоге Бекале новим прем'єр-міністром Габону, відправивши у відставку його попередника Еммануеля Ісскозе-Нгонде.